# Barry (Illinois)
Barry è un comune degli Stati Uniti d'America, situato in Illinois, nella Contea di Pike.